# Arkens (Franeker)
Arkens – wiatrak w miejscowości Franeker, w gminie Franekeradeel, w prowincji Fryzja, w Holandii. Młyn powstał w 1835 r., a na miejsce, w którym stoi obecnie, przeniesiony został w 1972 r. Był restaurowany w latach 1975 i 1994. Ma on jedno piętro. Jego śmigła mają rozpiętość 11,25 m. Wiatrak służył głównie do pompowania wody za pomocą śruby Archimedesa.